# Sân bay Khang Định
Sân bay Khang Định là một sân bay tại Khang Định, tỉnh Tứ Xuyên, Trung Quốc. Sân bay có khoảng cách nằm 40 km về phía tây bắc của trung tâm thành phố. Công tác xây dựng sân bay khởi công vào tháng năm 2006 và sân bay bắt đầu hoạt động từ ngày 26 tháng 4 năm 2009.
Nằm ở 4.280 m (14.042 ft) trên mực nước biển, sân bay này là sân bay cao thứ ba trên thế giới sau sân bay Daocheng Yading và sân bay Qamdo Bamda, và chỉ cao hơn sân bay Ngari Gunsa (độ cao 4.274 m (14.022 ft)).